# Den vilda ladyn
Den vilda ladyn (engelska: The Fast Lady) är en brittisk komedifilm från 1962 i regi av Ken Annakin.
Filmen är baserad på Keble Howards roman The Fast Lady.

## Handling
Cyklisten Murdoch Troon behöver lära sig att köra bil för att imponera på sitt hjärtas dam. Hans vän, begagnade bil-försäljaren Freddy Fox, förser honom med en gammal Bentley.

## Rollista i urval
- James Robertson Justice - Charles Chingford
- Leslie Phillips - Freddy Fox
- Stanley Baxter - Murdoch Troon
- Kathleen Harrison - Mrs. Staggers
- Julie Christie - Claire Chingford
- Eric Barker - Wentworth, körlärare
- Allan Cuthbertson - Bodley, uppkörningsman
- Esma Cannon - damen på övergångsställe
- Dick Emery - Shingler
- Deryck Guyler - doktor Blake
- Terence Alexander - polis på motorcykel
- Bernard Cribbins - mannen på båren
- Clive Dunn - den gamle mannen
- Toke Townley - arg bilist